# العصر الذهبي للثقافة اليهودية في إيبيريا
العصر الذهبي للثقافة اليهودية في شبه الجزيرة الإيبيرية، أي إسبانيا والبرتغال وجبل طارق الآن، تزامن مع العصور الوسطى في أوروبا، خلال فترة حكم المسلمين معظم شبه الجزيرة الإيبيرية. خلال فترات متقطعة من الزمن، كان لليهود قبول في المجتمع فازدهرت حياة اليهود الدينية والثقافية والمطبخية والاقتصادية.
وتعد طبيعة هذا العصر الذهبي ومدته موضوعا للنقاش الكثير، بما أن هناك ثلاث حقب انقطع فيها فترات اضطهاد جميع الطوائف غير المسلمة. يحدد بعض المؤرخين الفترة ما بين 711 - 718—الغزو الإسلامي لشبه الجزيرة الإيبيرية— بداية للعصر الذهبي. يقول آخرون إنه ابتدأ خلال حكم عبد الرحمن الثالث أي عبد الرحمن الناصر. أما نهايته فيذكر تواريخ متعددة، ومنها: 1031، تاريخ انتهاء خلافة قرطبة؛ 1066، تاريخ مذبحة غرناطة؛ 1090، تاريخ غزو المرابطين؛ ومنتصف القرن الثاني عشر، تاريخ غزو الموحدين.

## تاريخ العصر الذهبي وطبيعته
بعد أن غزا الحكام الإسلاميون جنوب إسبانيا وتولوا الحكم في غضون سبع سنوات، واجهوا العديد من المسائل المتعلقة بتنفيذ الحكم الإسلامي داخل مجتمع غير إسلامي بالأصل. إن تعايش المسلمين واليهود والمسيحيين خلال هذا الوقت يحظى بالتقدير من قبل العديد من الكتاب. كانت الأندلس مركزًا رئيسيًا للحياة اليهودية خلال العصور الوسطى المبكرة. وكانت سيفراد هي «العاصمة» لليهودية العالمية.
تدعي ماريا روزا مينوكال، وهي متخصصة في الأدب الأيبيري في جامعة ييل، أن «التسامح كان جانبًا أساسيًا من جوانب المجتمع الأندلسي». وتوضح في كتابها عام 2003، زخرفة العالم، أن الدمشقيين اليهود الذين يعيشون تحت حكم الخلافة كانوا مسموحين بحقوق أقل من المسلمين، لكن حالتهم أفضل بكثير مما كانوا عليه في المناطق المسيحية. شقّ اليهود من أجزاء أخرى من أوروبا طريقهم إلى الأندلس، حيث نُظر إليهم، بالتوازي مع الطوائف المسيحية التي اعتبرتها أوروبا الكاثوليكية هرطقة، بكره واستحقار، باستثناء فرص ممارسة العقيدة والحرف التي كانت دون قيود باستثناء الحظر على التبشير، وأحيانًا على بناء الكنيس.

يعترض برنارد لويس على هذا الرأي، ويسميه «ليس تاريخيًا» و «مبالغ فيه». يزعم لويس أيضًا أن الإسلام لا يقدم المساواة في الأصل بل حتى يتظاهر بأنه يفعل ذلك، وأوضح أن الأمر كان من الممكن أن يكون «لاهوتيًا فضلًا عن كونه سخافة منطقية». ويقول لويس أيضًا:
بوجه عام، يُسمح للشعب اليهودي بممارسة طقوسه الدينية والعيش وفقًا لقوانين وكتابات مجتمعه. وعلاوة على ذلك، فإن القيود التي يخضعون لها هي قيود اجتماعية ورمزية وليست ملموسة وعملية بطبيعتها. أي أن هذه اللوائح كانت بمثابة تعريف للعلاقة بين الطائفتين، وليس لقمع السكان اليهود.
في كتابه تحت الهلال والصليب، يصف مارك كوهين، أستاذ دراسات الشرق الأدنى في جامعة برينستون، الطوباوية المثالية بين الأديان بأنها «أسطورة» نشرها المؤرخون اليهود لأول مرة مثل هاينريش جريتز في القرن التاسع عشر كتوبيخ للبلدان المسيحية وكيفية معاملتها لليهود. تضاربت هذه الأسطورة مع «أسطورة مضادة» لـ «مفهوم اللاكريموس الجديد للتاريخ اليهودي – العربي» من قِبَل بات يور وآخرون، الذي لا يمكن الحفاظ عليه في ضوء الواقع التاريخي.

## شخصيات بارزة
- أبو إسحاق إبراهيم بن سهل الأندلسي: شاعر
- أبو الفضل بن حسداي: فيلسوف، وزير في سرقسطة
- قسمونة بنت إسماعيل: شاعرة
- إسحاق بن سليمان الإسرائيلي: أديب وشاعر وطبيب وفيلسوف
- أبو رويز بن ظاهري: قاد ثورة عند فتح الموحدين لمدينة غرناطة
- عمرام بن إسحاق بن شلبيب: عالم وسفير في خدمة ألفونسو السادس ملك قشتالة
- يحيى بن فاقوذا: فيلسوف وصاحب كتاب الهداية إلى فرائض القلوب
- بودو أليازار: أسقف مسيحي تحول إلى اليهودية
- دوناش هاليفي بن لبراط: شاعر ونحوي وحاخام وأول من أدخل أوزان الشعر العربي إلى اللغة العبرية
- إسحاق بن البالية: عالم فلكي وحاخام في غرناطة
- Jehiel ben Asher: شاعر
- Jekuthiel ibn Hasan: وزير الملك في سرقسطة، أعدم
- يوسف بن حسداي: شاعر ووالد أبي الفضل بن حسداي
- Joseph ibn Migash: سفير لغرناطة
- موسى بن ميمون: حاخام وطبيب وفيلسوف وعالم تلمودي
- مناحيم بن سروق: لغوي
- مروان بن جناح: حبر وطبيب ولغوي ومؤلف
- موسى بن نحمان: فيلسوف وطبيب وعالم تلمودي
- سليمان بن جبيرول: شاعر ولغوي وفيلسوف
- موسى بن حنوخ: حاخام وعالم تلمودي
- يهوذا اللاوي: فيلسوف وشاعر
- ابن عزرا: حاخام وشاعر
- موسى بن يعقوب بن عزرا: فيلسوف ولغوي وشاعر
- بنيامين التطيلي: رحالة ومستكشف
- ابن نغريلة: وزير الملك وشاعر
- حسداي بن شبروط: طبيب ملكي وسياسي
- يهوذا بن شاؤل بن طبون: مترجم